# Habitatge al carrer Sant Antoni, 10-12 (Amer)
L'Habitatge al carrer Sant Antoni, 10-12 és una obra d'Amer (Selva) inclosa a l'Inventari del Patrimoni Arquitectònic de Catalunya.

## Descripció
En origen es tractava d'un sol edifici, però en l'actualitat el trobem fragmentat en dos immobles independents.
Així, per una banda, trobem el número 10. Es tracta d'un immoble de tres plantes, entre mitgeres, cobert amb una teulada a dues aigües de vessants a façana i de planta irregular, ja que s'adapta al desnivell del carrer. Està ubicat al costat dret del carrer Sant Antoni.
La planta baixa consta de dues obertures, com són el portal d'accés rectangular i una obertura ubicada arran de terra. Ambdues estan equipades amb llinda monolítica i muntants de pedra ben treballats i escairats. Sobresurt especialment l'obertura ubicada arran de terra, amb la llinda monolítica retallada en forma d'arc de mig punt rebaixat.
El primer i segon pis han estat resolts partint del mateix esquema formal, que consisteix en l'aplicació de tres obertures per pis. D'aquestes sis obertures, cinc són irrelllevants, ja que no han rebut cap tractament destacat ni singular, a excepció d'una finestra rectangular, ubicada en l'extrem dret, equipada amb llinda monolítica, muntants de pedra i ampit treballat -parcialment deteriorat-, i coberta amb un enrreixat de ferro forjat.
Mentre que per l'altra, tenim el número 12. Ens trobem davant d'un immoble de tres plantes, entre mitgeres, cobert amb una teulada d'una sola aigua de vessant a façana. La seva morfologia també és bastant irregular i es deu al fet d'haver-se d'adaptar i salvar el desnivell del carrer. Pel que fa a la seva ubicació, el trobem al costat dret del carrer Sant Antoni.
La planta baixa consta d'un portal d'accés rectangular, el qual ha perdut els muntants o brancals de pedra i que conserva únicament com a tret primigeni una gran llinda monolítica, de grans dimensions, en la qual es pot llegir la data de "1 7 9 1".
Pel que fa a l'espai físic del primer i segon pis, aquest l'ocupa una sèrie d'obertures bastant irrellevants i austeres; en total set -quatre en el primer pis i tres en el segon pis-. D'aquestes set, destacar únicament les dues obertures dels extrems del primer pis, les quals han conservat únicament la llinda monolítica, igual que el portal d'accés. Paral·lelament en la finestra de l'extrem esquerre, en la llinda trobem una inscripció de difícil interpretació.
Remarcar, a mode d'apunt, que el material preponderant en les llindes, muntants i ampits de les diferents obertures, és la pedra, concretament la pedra sorrenca. Una tipologia de pedra molt més efímera i volàtil en comparació a la pedra nomolítica o pedra calcària de Girona, d'aparença i naturalesa més robusta.